# Lake Kiowa
Lake Kiowa est une census-designated place située dans le comté de Cooke, dans l’État du Texas, aux États-Unis. Sa population s’élevait à 1 906 habitants lors du recensement de 2010.